# Las Pedroñeras
Las Pedroñeras es un municipio español situado al suroeste de la provincia de Cuenca, en la comunidad autónoma de Castilla-La Mancha. Tiene una población de 6518 habitantes (INE 2024). La localidad, conocida como la «Capital del Ajo» por la excelencia de este producto, está ubicada en la comarca de La Mancha.  Pertenece a la comarca de San Clemente.

## Historia
Los orígenes del pueblo son anteriores a 1400, corría el año de 1479 cuando Las Pedroñeras, El Pedernoso y Las Mesas se levantaron en nombre de los Reyes Católicos para reclamar que su dependencia fuera de la Corona. En su término existen noticias históricas y vestigios de, al menos, tres anexos de población medievales: Robledillo de Záncara, Martín Ovieco y Záncara
El origen del nombre no está claro, aunque lo más probable es que se trate de una voz dialectal derivada de 'pedregal' o 'peñascal'. Su historia está marcada por el cultivo y la explotación del ajo morado. Es la principal exportadora de ajo de la península desde hace varias décadas y la mayor productora y comercializadora del mundo.
En 1998, el entonces príncipe Felipe visitó Las Pedroñeras. El príncipe firmó en el libro de honor, se le entregó el mayor reconocimiento del ayuntamiento —El Ajo de Plata— y visitó la cooperativa de ajos. Llegó en helicóptero, subió hasta el ayuntamiento en coche y paseó por las calles más importantes hasta llegar a la cooperativa.
Durante los días 29, 30 y 31 de mayo de 2008 se celebró en Las Pedroñeras el Día de la Región de Castilla-La Mancha. La celebración de este evento concitó la visita de innumerables autoridades, se construyeron infraestructuras y hubo conciertos de música, lo que hizo que la localidad viviera uno de los hechos más notables e importantes de su historia.
En 2008 se extiende una plaga de conejos que destruyen gran parte de las cosechas de vid y cereal de gran parte del término municipal.
El 8 de agosto de 2009 se produce una gran riada. El viento, la lluvia y el granizo provocan inundaciones en casi todos los barrios del pueblo por la fuerte tormenta y el arrastre de aguas procedentes de la parte alta del término municipal. Se recogen hasta 50 litros de agua en apenas media hora. En algunas zonas del pueblo el agua corre como auténticos ríos y supera el metro de altura. El pedrisco, además, arrasa las cosechas de uva, cebolla y aceituna, dejando cerca de 1500 hectáreas agrarias dañadas. Fue declarada zona catastrófica.

## Geografía
El pueblo se encuentra en el kilómetro 160 de la carretera N-301, a 105 kilómetros de la capital conquense, prácticamente en la intersección formada por las provincias de Cuenca, Ciudad Real, Toledo y Albacete. Otras vías de acceso la componen; la carretera de peaje AP-36 Ocaña-La Roda y la carretera comarcal CM-3110 Castillo de Garcimuñoz-Las Mesas. El municipio se sitúa a 704 metros sobre el nivel del mar. 
Además buena parte del término pedroñero lo atraviesa el río Záncara, afluente del río Gigüela. En él cría cangrejo americano dado que el autóctono de la zona desapareció hace algunos años. Es un recurso hídrico importantísimo para la zona norte del término municipal, donde se abren grandes vegas, cerrojos y monte de carrasca.
Dada su situación en la comarca de La Mancha Conquense, en concreto en La Mancha Baja Conquense, el paisaje está compuesto en su mayoría por planicies dedicadas al cultivo y a la labranza junto con algunas zonas de monte bajo y pinar.
| Noroeste: Belmonte  | Norte: Rada de Haro, Villaescusa de Haro (exclave) | Noreste: La Alberca de Záncara |
| Oeste: El Pedernoso |                                                    | Este: San Clemente (exclave)   |
| Suroeste: Las Mesas | Sur: Villarrobledo                                 | Sureste: El Provencio          |

## Demografía
Las Pedroñeras cuenta con una población de 6518 habitantes (INE 2024).
| Gráfica de evolución demográfica de Las Pedroñeras entre 1842 y 2021                                                                                            |
| |
| Población de derecho según los censos de población del INE Población de hecho según los censos de población del INEEn este censo se denominaba Pedroñeras: 1842 |

## Economía
La economía de Las Pedroñeras está basada en la agricultura, siendo los cultivos principales el ajo, vid, cereal, olivar y cebolla. El pueblo se caracteriza por el cultivo, con  Indicación Geográfica Protegida, del  ajo morado de Las Pedroñeras.

### Cultivo del ajo

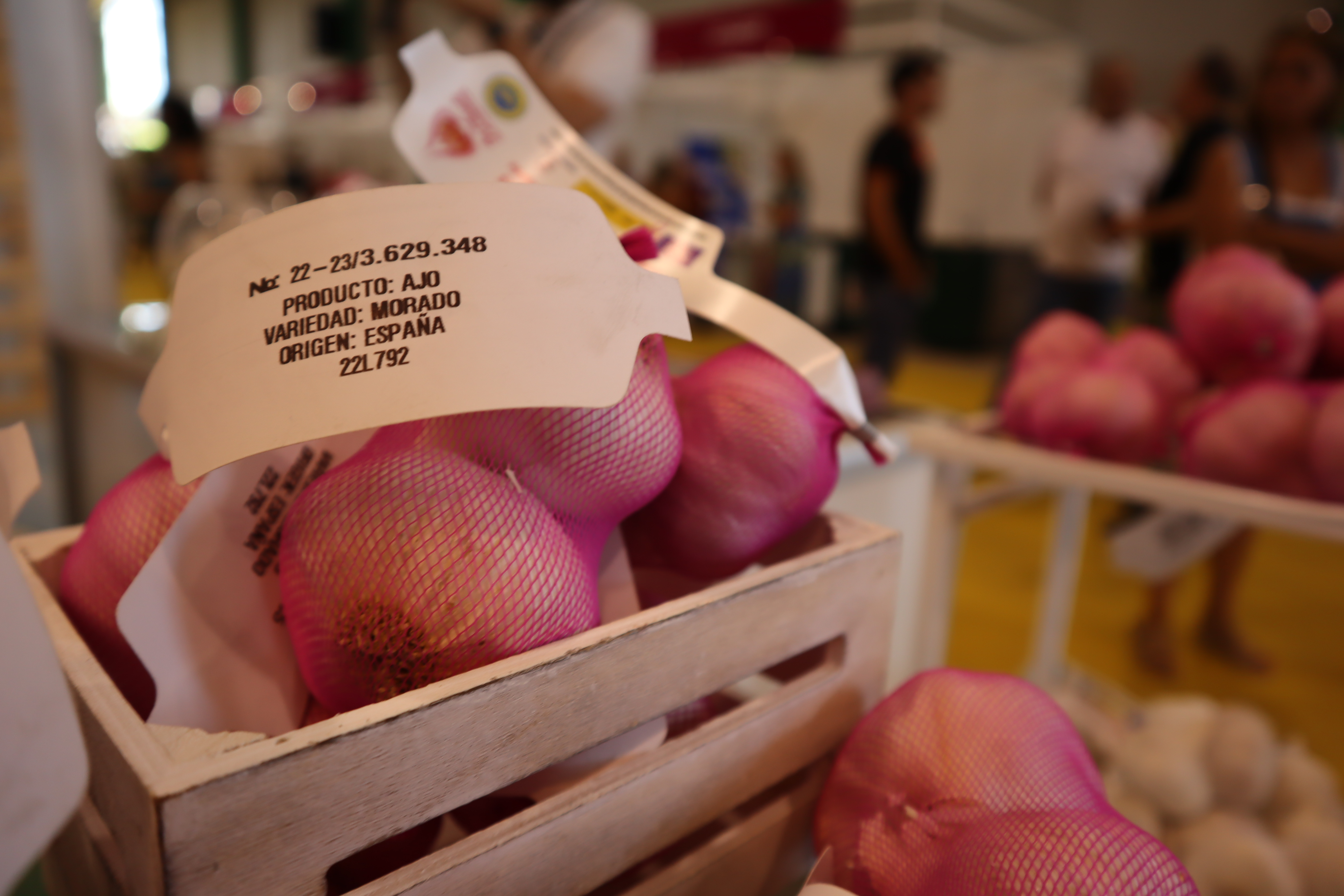
Ajo morado de Las Pedroñeras

Sobre el año 1849 se registran las primeras prácticas del cultivo del ajo en la localidad. Es entonces cuando la producción ya llega a cifras considerables y es el principal motor económico de muchos Pedroñeros/as.
El Ajo Morado de Las Pedroñeras, comienza a sembrarse en el mes de diciembre y por regla general suele finalizar en el mes de enero, dependiendo de las zonas de cultivo en el que los agricultores hayan arrendado las tierras para dicha siembra.
Actualmente, la siembra se lleva a cabo con maquinaria que facilita y agiliza la labor, pero antiguamente, el cultivo del ajo era manual, por lo que las cuadrillas de gente del pueblo, marchaban a las tierras de siembra con un morral en la cintura donde se llevaban los dientes de ajo, semilla que al germinar, produciría la llamada cabeza de ajo.
Más tarde, llegarán los riegos si el invierno no es muy lluvioso, el abonado y los primeros pasos entre líneas con los arados que harán que la tierra esté más limpia de malas hierbas y oxigenarán el bulbo.
A más tardar, y si el tiempo se comporta de manera adecuada, el ajo morado deberá estar listo para su recolección para mediados del mes de junio de cada año, aunque las cosechas suelen retrasarse o adelantarse dependiendo de las zonas de sierra o llanura. Pero antes de dicha recolección, el ajo morado sigue dando más trabajo, el llamado brote del ajo morado, o palote denominado así por los agricultores, deberá ser extraído del tallo para que el ajo coja más fuerza y la cabeza sea de mayor calibre.
Y en pleno mes de junio, la recogida se llevará a cabo en su mayor parte por maquinaria que extraerá el ajo de la tierra, hará pequeños manojos atándolos con un hilo y seguidamente se dejarán secar unos días en grandes montones hasta su transporte al pueblo en camiones o directamente se cortará el tallo y las raíces en el campo, dejándolo así listo para su venta, bien a las Cooperativas de las que la mayor parte de los agricultores son socios o a la venta directa.
En este punto hay que decir, que en los últimos años, el ajo morado de Las Pedroñeras ha sufrido caídas de precio, y precios de venta al mercado por debajo de los costes de producción por lo que cada vez más, es poco rentable seguir viviendo solamente de este cultivo.
La sofisticación ha llegado también a esta hortaliza y ya se puede encontrar en dados, pasta, láminas, listos para usar o incluso preparados para comerlos crudos.

### Cultivo vitivinícola
Aunque el principal cultivo de Las Pedroñeras es el Ajo, una parte muy importante del extenso término Pedroñero, está dedicado a la vid. Unas uvas, que con la temperatura adecuada del verano y las lluvias de invierno y primavera hacen un vino excelente, habiendo obtenido varios premios a nivel nacional e internacional[cita requerida].
La Cooperativa San Isidro Labrador de esta localidad (Pedroñeras Bodegas), comenzó su actividad en el año 1958, fundada por un centenar de agricultores que se disponían a emprender un gran proyecto cooperativo. En la actualidad la bodega cuenta con la uva aportada de 2500 hectáreas de viñedo y una capacidad de 26 millones de litros. Cuenta con unas instalaciones modernas, donde se han ido adaptando las últimas tecnologías de elaboración, conservación y embotellado. Con una larga trayectoria en la exportación de vinos tanto a granel como embotellado, la bodega ha sabido adaptarse a los nuevos tiempos y hacerse un hueco en los mercados internacionales.
En 2015 el BRUT NATURE consigue un Diploma de Gran Selección de Castilla-La Mancha 2015.

### Industria
Si bien Las Pedroñeras es un pueblo eminentemente agrícola, dispone de un polígono industrial en el cual tienen sede numerosas empresas de alimentación, construcción, servicios y una ITV.

## Cultura

### Semana Santa
La pasión y la devoción son la nota predominante en la Semana Santa Pedroñera. Cientos de personas se agolpan en las calles en silencio para ver las procesiones del Jueves Santo y Viernes Santo, acabando este último día de diversas maneras: la cofradía de Jesús de Nazareno con el toque del silencio al santo representante, la virgen con una canción de la banda de CCTT de la cofradía del cristo amarrado. Son pocas las cofradías que procesionan, pero muy numerosas en cuanto a fieles se refiere, y cada una de ellas cuenta con su propia banda de cornetas y tambores. Además, una procesión también muy numerosa, es la del encuentro, que reúne en su mayoría a cientos de jóvenes concentrados al amanecer esperando la llegada del Resucitado y la patrona de Las Pedroñeras Ntra. Sra. La Reina de los Ángeles. Una vez finalizado el encuentro, se procede a llevar a cabo la misa en la parroquia de Ntra. Sra. de la Asunción, y al término de la misma, las 3 bandas que actualmente existen en la localidad, rompen el silencio de la mañana a modo de gran tamborada con la marcha ordinaria en el centro de la plaza de la Constitución.
Otra nota predominante en la Semana Santa pedroñera, es la representación teatral de La Divina Tragedia (La Pasión) llevada a cabo por el Círculo artístico San Lucas, fundado por el P.Miguel Acosta MCR. Siendo representada por casi un centenar de actores no profesionales de esta localidad.
Habiendo llevado esta obra teatral no solo a esta localidad sino a lugares como Cuenca, Albacete, Castellón, Utiel, Las Mesas, Iniesta, San Clemente, etc.

### Festividad de San Isidro Labrador
La fiesta de San Isidro, se celebra el 15 de mayo y es fiesta local, siendo ésta, junto con las fiestas patronales, la más importante de la localidad. Como patrón de los agricultores, esta festividad tiene una especial importancia en el pueblo ya que se celebra en el campo. Miles de personas se reúnen en un pinar a la orilla de la Cañada Real, donde se encuentra la ermita. Se hacen las llamadas chozas, construidas de lonas, sacos y tela especialmente para ese día, en las cuales se reúnen familiares y amigos para celebrar la fiesta en un día repleto de juegos populares, actividades deportivas, conciertos, etc. El Santo se lleva desde el pueblo hasta el pinar a una distancia aproximada de unos 5 km con la gente procesionando detrás de él.

### Fiestas de Jesús Nazareno y el Santísimo Cristo de la Humildad
Son las fiestas patronales de la localidad. Hay que destacar que dichas fiestas se hacían por separado a cada Santo, y se las denominaba las fiestas del Cristo y del Cristillo. 
Más tarde pasarían a celebrarse del 31 de agosto al 7 de septiembre y pasaron a celebrarse durante unos años el último fin de semana de agosto. Actualmente son del 31 de agosto al 7 de septiembre.
Hay que decir que en esta semana de fiestas, el día 1 de septiembre es fiesta local.

### Otras festividades
En Las Pedroñeras se siguen celebrando multitud de festividades tradicionales, entre las que cabe destacar:
- San Antón (17 enero)

Como patrón de los animales, se sigue celebrando esta tradición, debido en gran parte, por la relación con las tareas del campo que hace años se realizaban con mulas para labrar y sembrar las tierras. En la antigüedad, las mulas que trabajaban duramente en el campo se engalanaban y se llevaban a la plaza de la Constitución para darles las famosas vueltas de San Antón para posteriormente ser bendecidas. Otra costumbre que se sigue realizando, es la de comer ese día el famoso bollo con forma de caballo.
- Los mayos (30 abril)

Es la noche en la que los vecinos de Las Pedroñeras hacen los cánticos del mayo manchego a la patrona Ntra. Sra. Reina de los Ángeles. Era muy típico que en esa misma noche, y una vez acabados estos cánticos en la plaza de la Constitución, se visitaran las puertas de las mozas para tocar y cantar el mayo.
- Romería de la Virgen de la Cuesta - (8 de mayo)

Romería en la que se comparte festividad con el pueblo Alconchel de La Estrella. La subida de la virgen hasta su ermita se lleva a cabo por las gentes de Las Pedroñeras. Y en la noche anterior a la subida de la virgen hasta el cerro, cientos de peregrinos de Las Pedroñeras recorren 40 kilómetros andando hasta la ermita. (Enlace externo Virgen de la Cuesta)
- Jueves Lardero

En la tarde de jueves lardero los grupos de amigos, sobre todo jóvenes, van al campo a pasar la tarde y a merendar. Mientras tanto, durante el día, las mujeres se reúnen en familia o con amigas, y cocinan las típicas tortillas de jueves lardero y rolletes.
- Los Carnavales

- San Cristóbal

En la procesión de San Cristóbal se realiza un recorrido con el santo y los vehículos, la gran mayoría camiones, en la que desfilan junto a él para llegar a la misa en su honor. San Cristóbal tiene ermita propia y está emplazada en la intersección de la N-301 y la Cañada Real(La Vereda).
- San Julián

San Julián también es una festividad en la que los jóvenes tienen mayor protagonismo, sobre todo los más pequeños. En esta festividad se realiza reparto de panecillos, ofrendas al santo, hoguera y su procesión, que como nota curiosa da 3 vueltas a la ermita antes de entrar a San Julián a su interior. (Enlace externoReportaje)
- Santa Lucía

Fieles a la devoción de esta virgen, los pedroñeros hacen innumerables iluminarias u hogueras para que dicha virgen les guarde la vista por muchos años. Además es momento ideal para reunirse con familia y amigos y terminar con una buena parrillada.
- Galleos

Los galleos quizás es otra festividad única de Las Pedroñeras. Se llama galleos a las madrugadas de Nochebuena y Nochevieja donde todos los amigos se reúnen para celebrar los días de Navidad hasta bien entrado el amanecer. Este nombre viene dado por la misa del gallo.

### Feria Internacional del Ajo
En Las Pedroñeras tiene lugar una feria internacional sobre el cultivo del ajo. Las fechas varían cada año y se sigue avanzando y modernizando cada vez más.
En los últimos años la feria internacional del ajo de las Pedroñeras se ha celebrado coincidiendo con el último fin de semana de julio.

### Gastronomía
Cobra especial protagonismo el ajo en la cocina de Las Pedroñeras. Entre los platos típicos se encuentran: las migas, ajoarriero, morteruelo, gachas, pisto manchego, gazpacho manchego, platos con carnes de caza, comidas de pastores y todos aquellos que los agricultores elaboraban en el campo mientras trabajaban.

### Medios de comunicación
- pedroneras.com

- Radio Azul Cadena SER 92.2 FM

- Locactiva Radio - 94.7 / 105.1 FM

- Los 40 Urban La Mancha - 97.1/92.4 FM

- Radio Cassette - 95.2 FM

### Grupos musicales
Las Pedroñeras cuenta con tradición folclórica. El grupo Raíces Manchegas, desde su fundación, hace más de 20 años, lleva canciones y bailes tradicionales a todas partes de España.
Otro importante grupo musical de la comarca es la tuna de San José de Cupertino.
De Las Pedroñeras son originales algunos de los grupos musicales alternativos de Cuenca, como el grupo de Death Metal Oniricous, grupo estandarte del sello zaragozano Equinox Discos.
En 2018 recuperó el festival de música AjoRock, que ha contado en sus ediciones con las actuaciones de Asfalto, Dry River o Kover, entre otros, con gran éxito de asistencia y críticas.

### Asociaciones
En Las Pedroñeras se cuenta con un amplio abanico en asociaciones de cualquier índole, pasando por asociaciones culturales, juveniles, de la mujer, deportivas o musicales. Algunas de ellas son el club ciclista Ajo y Agua, la asociación cultural El Hombre Que Grita y la charanga Echa & Da.

### Patrimonio
Recorrer sus calles, dar un paseo por la avenida Juan Carlos I y llegar al parque municipal, ir a la plaza de la Constitución y tomar un vino en las terrazas de los bares y locales, adentrarse en el parque de Los Viveros, visitar el museo del ajo, son algunos de los mejores atractivos de Las Pedroñeras. Otra interesante opción es la realización de un recorrido por el término municipal, encontrando pinares e interesantes paisajes. Tras la puesta de sol, es usual encontrar un cielo despejado siendo apetecible la observación de las estrellas. El término municipal de Las Pedroñeras es el 5.º en extensión de toda la provincia de Cuenca con alrededor de 224,7 km². Se compone de 100 polígonos. Algunos de los lugares más destacados por su historia y patrimonio son los siguientes: 
- Pinar y ermita de San Isidro
- Paraje de La Veguilla
- Cuevas de Las Canteras y barreros
- El Cerro La Mira
- Complejo lagunar de: Laguna El Taray, Laguna el Huevero, Laguna Grande, Laguna Navablanca
- Río Záncara
- Monte Jareño
- Museo del ajo

## Personas destacadas
- Capitán Félix Martínez Ramírez, piloto aviador fallecido en accidente en 1931.

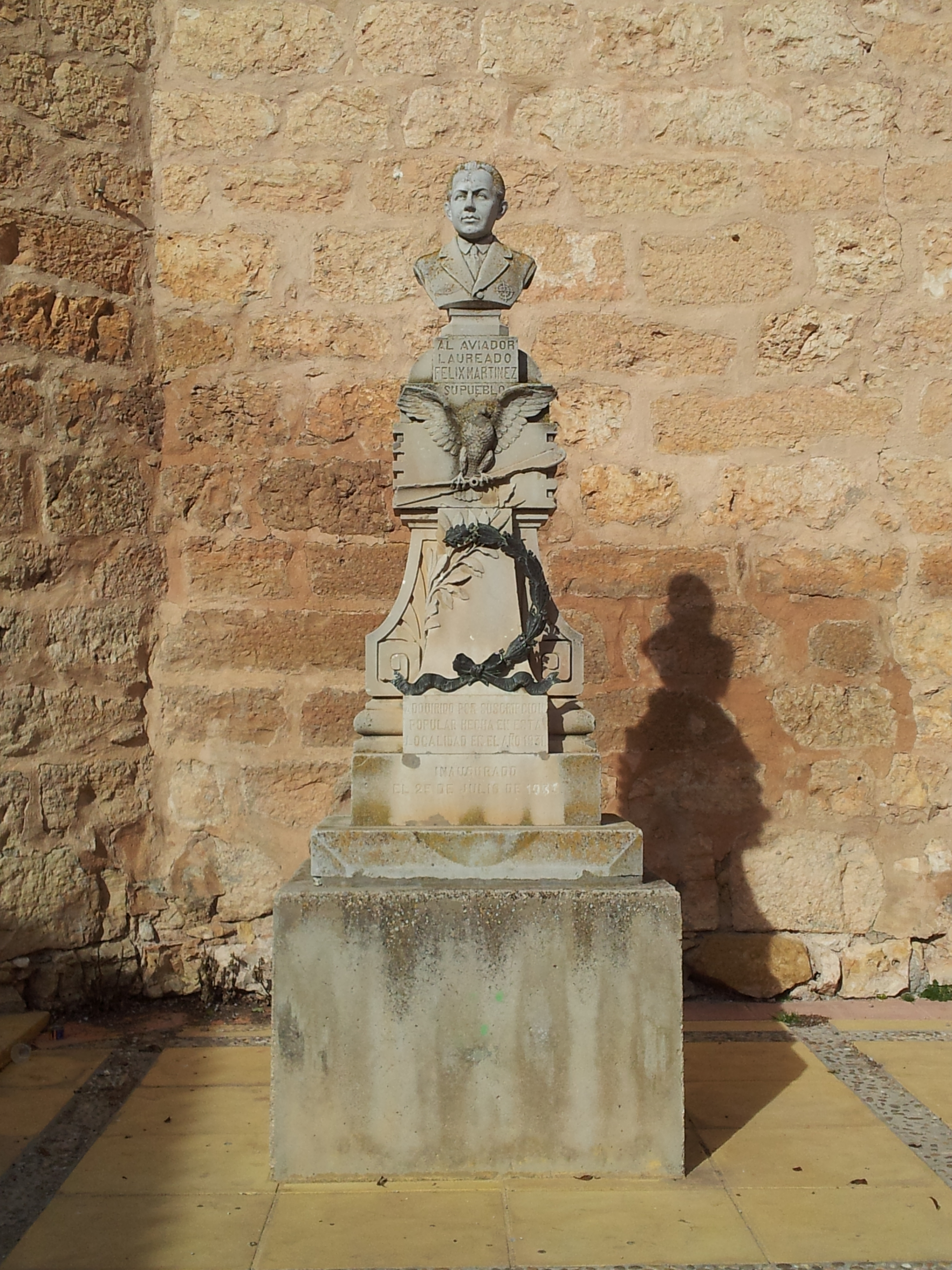
Capitán Félix Martínez Ramírez

- José María Álvarez Mendizábal, ministro de Industria de la Segunda República.